# Vesper martini

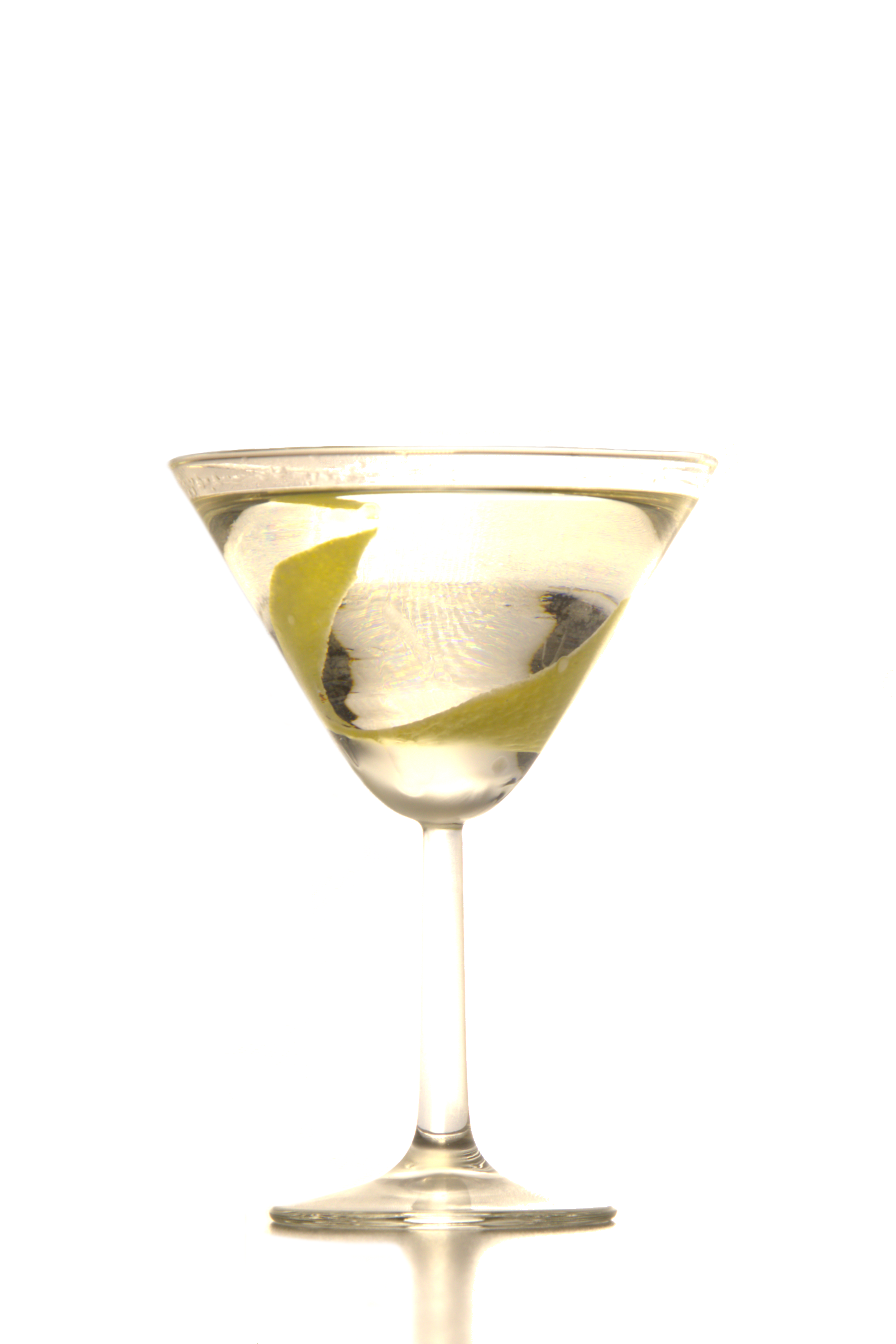
Vesper serwowany w kieliszek koktajlowy

Vesper albo Vesper martini – drink spopularyzowany przez Jamesa Bonda, na który Ian Fleming podał dokładny przepis w powieści „Casino Royale”.

## Sposób przyrządzenia[2]
- trzy części ginu
- jedna część wódki
- pół części likieru lillet

Wstrząsnąć z lodem, nie mieszać, udekorować spiralką z cytrynowej skórki. Zaleca się podawać w głębokim pucharze (do wina), w dużych porcjach.
Ekranizacje powieści uprościły przepis Fleminga. 007 pije swojego drinka w kieliszku koktajlowym bez likieru. Dopiero w filmie „Casino Royale” grający Bonda, Daniel Craig podając przepis na drinka, wymienia likier lillet. Trudno jest przyrządzić drinka w oryginalnej postaci: gin był w latach 50. XX wieku mocniejszy, a producent likieru lillet w międzyczasie zmienił recepturę.